# Grimpa-soques becgròs
El grimpa-soques becgròs (Xiphocolaptes promeropirhynchus) és una espècie d'ocell de la família dels furnàrids (Furnariidae) que habita la selva humida i bosc subtropical.

## Descripció
És un grimpa-soques molt gros que viu a les pinedes i boscos perennifolis a les muntanyes i contraforts; de vegades se'l pot observar també a les terres baixes. S'alimenta a nivells mitjans i superiors de grans troncs i branques, prefereix bromèlies grosses. Sovint viatja amb ramats d'espècies mixtes que inclouen gaigs i oriols. Queda poc visible, tot i la seva mida. Té un bec llarg i molt gruixut de color grisenc, i unes fines vetes pàl·lides limitades al cap i al pit.

## Distribució
La zona Neotropical, des de Guerrero i nord d'Oaxaca, a Mèxic, cap al sud, localment per Amèrica Central fins a Amèrica del Sud, a Colòmbia, Veneçuela, sud de Guyana, nord-oest i est del Perú, est de l'Equador, centre i nord de Bolívia i oest amazònic del Brasil.
Tot i que és una espècie molt estesa, la població minva considerablement des d'uns anys.